# جيمس باترسون (سياسي)
جيمس باترسون (بالإنجليزية: James Patterson)‏ هو سياسي أسترالي، ولد في 18 نوفمبر 1833 في ألنويك في المملكة المتحدة، وتوفي في 30 أكتوبر 1895 في أستراليا. انتخب عضو الجمعية التشريعية فيكتوريا وانتخب Premier of Victoria ‏ (23 يناير 1893 – 27 سبتمبر 1894).